# The Essential Kenny G
The Essential Kenny G – album z największymi przebojami saksofonisty Kenny’ego G, wydany w 2006 roku. Uplasował się on na miejscu #3 notowania Contemporary Jazz.

## Lista utworów

### CD 1
1. „Songbird” – 5:03
2. „Sade” – 4:20
3. „Slip of the Tongue” – 4:53
4. „Don't Make Me Wait for Love” – 4:03
5. „Silhouette” – 5:29
6. „Against Doctor's Orders” – 4:44
7. „What Does It Take (To Win Your Love)” – 4:08
8. „Brazil” – 4:38
9. „Theme from Dying Young” – 4:01
10. „We've Saved the Best for Last” – 4:20
11. „Forever in Love” – 4:59
12. „Midnight Motion (Live)” – 8:23
13. „By the Time This Night Is Over” feat. Peabo Bryson – 4:24
14. „Loving You” – :20
15. „Have Yourself a Merry Little Christmas” – 3:58
16. „Sentimental” – 6:35

### CD 2
1. „What a Wonderful World” feat. Louis Armstrong – 3:01
2. „Morning” – 5:14
3. „Sister Rose” – 6:14
4. „Even if My Heart Would Break” – 5:00
5. „The Moment” – 6:03
6. „Summertime” feat. George Benson – 6:46
7. „Missing You Now” feat. Michael Bolton – 4:35
8. „Pick Up the Pieces” feat. David Sanborn – 4:15
9. „My Heart Will Go On” – 4:23
10. „Beautiful” feat. Chaka Khan – 3:46
11. „Havana” – 7:23
12. „Going Home” – 5:32
13. „The Way You Move” feat. Earth, Wind & Fire – 4:10
14. „Deck the Halls / The Twelve Days of Christmas” – 3:00
15. „Auld Land Syne (The Millennium Mix)” – 7:52